# Domenico Ghirlandaio

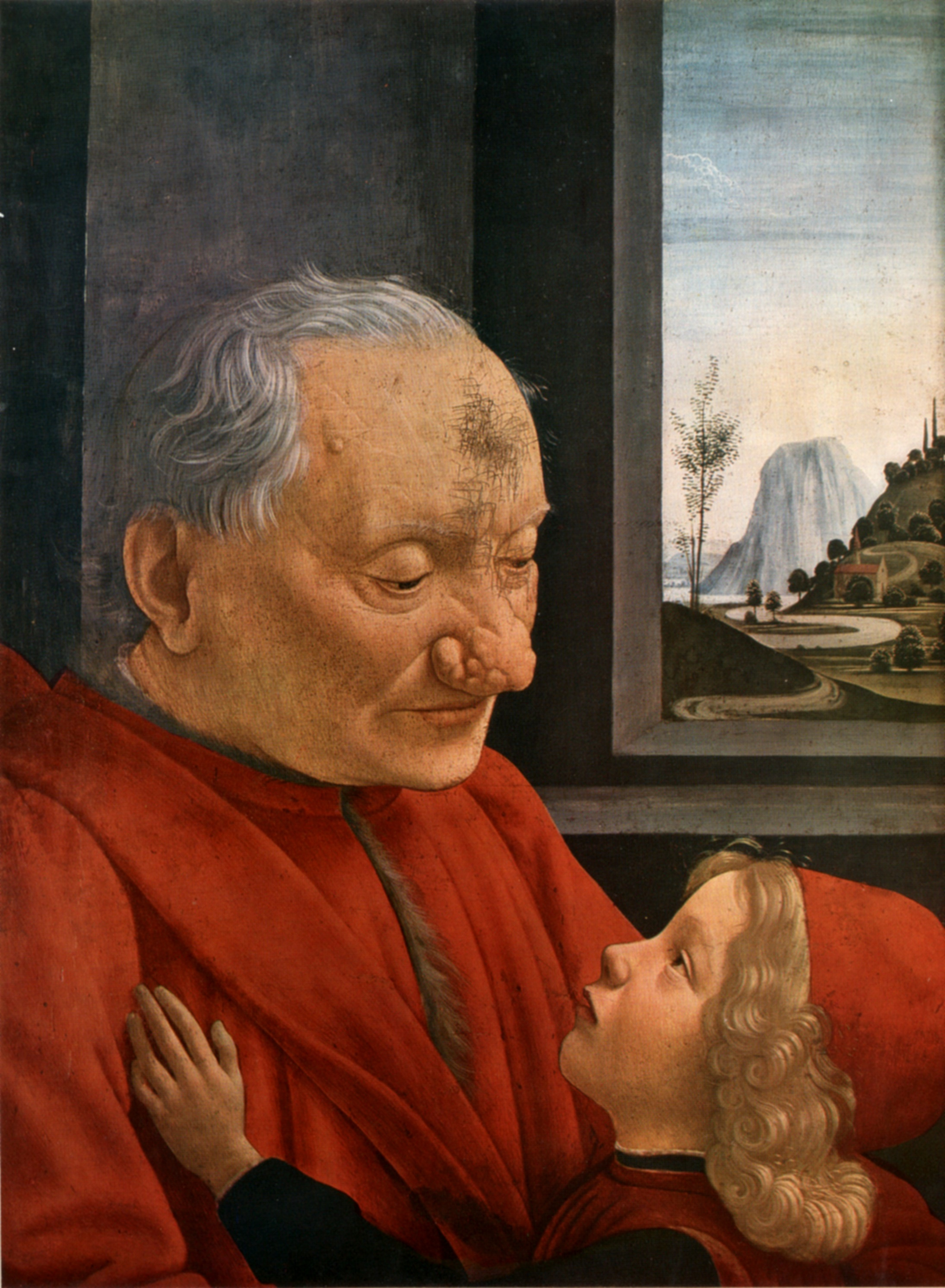
Nagyapa és unokája, c. 1480 Louvre, Párizs

Domenico Ghirlandaio Bigordi (Firenze, 1448. június 2. – Firenze, 1494. január 11.) a reneszánsz Firenze egyik legnagyobb freskófestője.

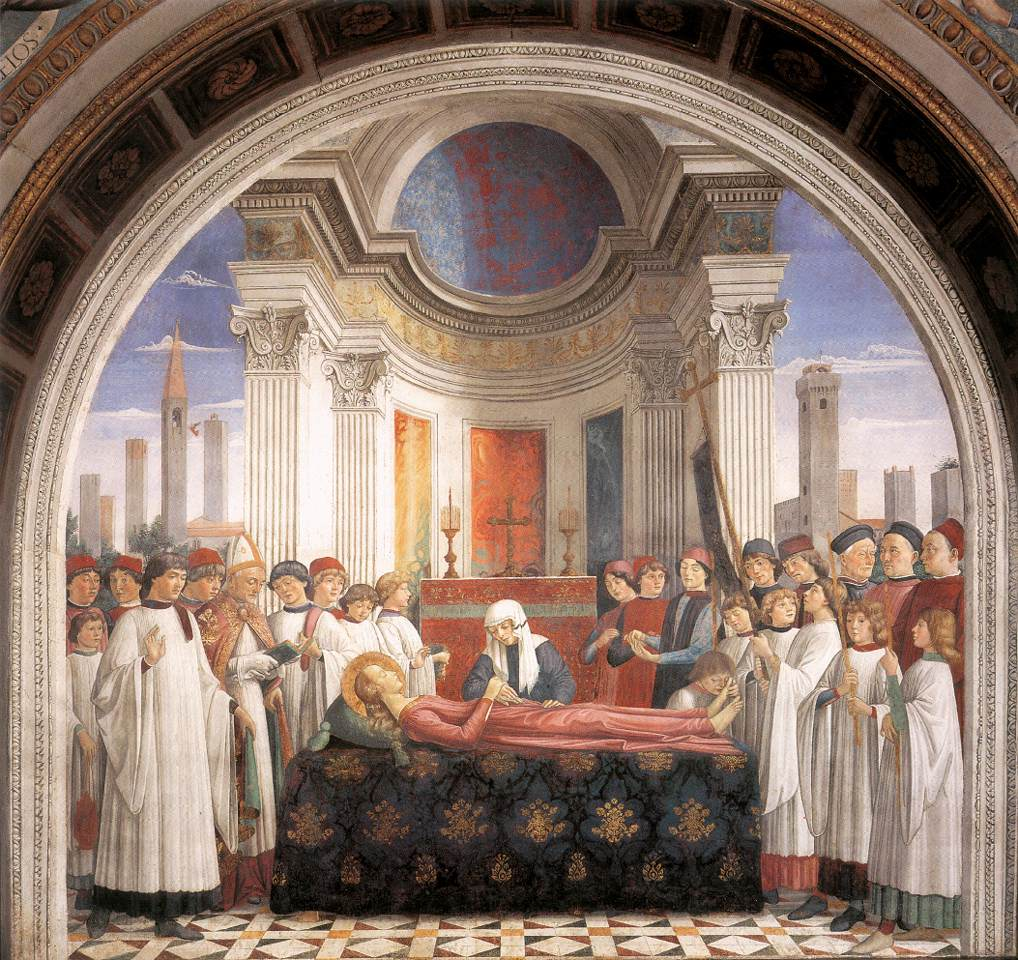
Szt. Fina élete. Freskó, San Gimignano-dóm

## Élete
Botticelli kortársaként Firenzében született, és ott is halt meg. Eredeti neve Domenico Bigordi, a „Ghirlandaio" név eredetét nem ismerjük. Egyes források Vasari elbeszélését említik, miszerint az apja által készített bronz virágfüzérekről, girlandokról kapta ezt a nevet. Mások szerint azonban az apa nem ötvös volt, hanem ügynök.
Művészi tanulmányait a költői lelkületű Alesso Baldovinetti műhelyében kezdte.
Korai munkáit szülővárosában festette. 1476–78 között Rómában dolgozott, de ott készült művei nem maradtak fenn. 1481-ben még egyszer Rómába ment, ahol Botticellivel és Rossellivel együtt vett részt a Sixtus-kápolna díszítésében. Ezután visszatért Firenzébe, és élete hátralevő részében ott dolgozott.
Alkotóereje teljében, művészi pályája csúcsán, mindössze 44 évesen érte a hirtelen halál.

## Művészete
Nyitott szemmel figyelte valamennyi jeles kortársa, elsősorban Fra Filippo Lippi munkásságát. Sokat és gyorsan dolgozott. Kedvelte a szélesen terjengő történeteket; művészetében Benozzo Gozzoli mesélő kedve éledt fel.
Műveit a nyugalom, fennkölt szépség, kiegyensúlyozottság és méltóság jellemzi; kompozíciós szerkezetei mesteriek. Életműve korában talán a legharmonikusabb. Kiváló rajzkészségének köszönhető képein az antik oszlopok, épületelemek, szobrok hű megjelenítése.
Életművét két nagy (korai, érett) korszakra osztják – utóbbiban (az 1480-as évektől) egyre erőteljesebb az élet naturalisztikus részleteit kedvelő németalföldi festészet hatása. E befolyás jellegzetes példái A pásztorok imádása, valamint a Nagyapa és unokája. A flamand művészetet a firenzei kereskedők Németalföldön megrendelt műveiből és az onnan meghívott alkotóktól ismerte meg. Nemcsak rá, de a kortárs Firenzére is Hugo van der Goes Krisztus születését ábrázoló szárnyas oltára volt a legnagyobb hatással; a Tommaso Portinari megbízásából készült kép 1477-től a firenzei St. Egidio templom oltárát díszítette.
A nagyobb együttesek mellett számtalan kisebb megbízást teljesített. A mozaik műfajában is kiváló volt, amint ezt a firenzei dóm oldalkapujának timpanonjában látható Angyali üdvözlet tanúsítja.

### Korai évek
Korai periódusának jellegzetes műve a Szt. Fina életét bemutató freskósorozat a San Gimignano-i dóm kápolnájában (1475).
1480-ban Firenzében Botticellivel az Ognissanti templomot díszítette – A tudós Szent Jeromos dolgozószobájában című freskóját Botticelli Szt. Ágostonával egy időben festette. A templom melletti kolostorban maradt fenn remekmívű Utolsó vacsora freskója; ez a neves bibliai jelenet Leonardo előtti legfontosabb ábrázolása.
A Sixtus-kápolnában ő festette az ablakzónák egyes pápaképeit és az Első apostolok elhívatása című jelenetet – utóbbin többek közt Giovanni Tornabuoni és a görög filológus Argyropulos arcmásával.

## Érett korszaka
Igen sok munkáját fivéreivel (Dávid és Benedetto) és sógoraival, Bastiano Mainardival és Francesco Granaccival közösen festette.
1483–1486 között készült a firenzei Santa Trinita templom Sassetti-kápolnájában az Assisi Szent Ferenc életét ábrázoló freskósorozata és a Királyok imádása oltárkép.
Lorenzo Medici anyjának családja, a Tornabuonik megbízásából 1486–1490 között festette a Santa Maria Novella templom nagy szentélyében a Mária és Keresztelő Szent János életét bemutató jeleneteket. A keleti fal üvegablakának kartonját és az egykori főoltár egy darabját a budapesti Szépművészeti Múzeum őrzi. Ekkor már nagy műhellyel dolgozott; tanítványa volt Michelangelo Buonarroti is.
A monumentális freskósorozat legnépszerűbb darabja A Mária születése. A jelenetet a művész a XV. század végi gazdag firenzei patrícius házba helyezi el. A reneszánsz márványpillérek két részre osztják a tágas teret. Jobbra Anna asszony szülőszobája, a kazettás mennyezettel fedett helyiség falait intarziadíszes faburkolat fedi. Az egyes táblák mintái a mester – Bigordi (Ghirlandaio) – nevét is magukba foglalják. A falakon fönt a reneszánsz művészetben oly kedvelt puttók könnyed táncát bemutató márványfríz fut körbe. A dobogóra emelt ágyon Anna könyökére támaszkodva, boldogan nézi, amint az előtérben segédkező asszonyok az újszülött fürösztéséhez készülnek. Különösen művészi a jobb oldalról lendületes lépéssel közeledő és a tálba finom mozdulattal vizet öntő szolgálólány mély érzéssel, költőien mintázott alakja.

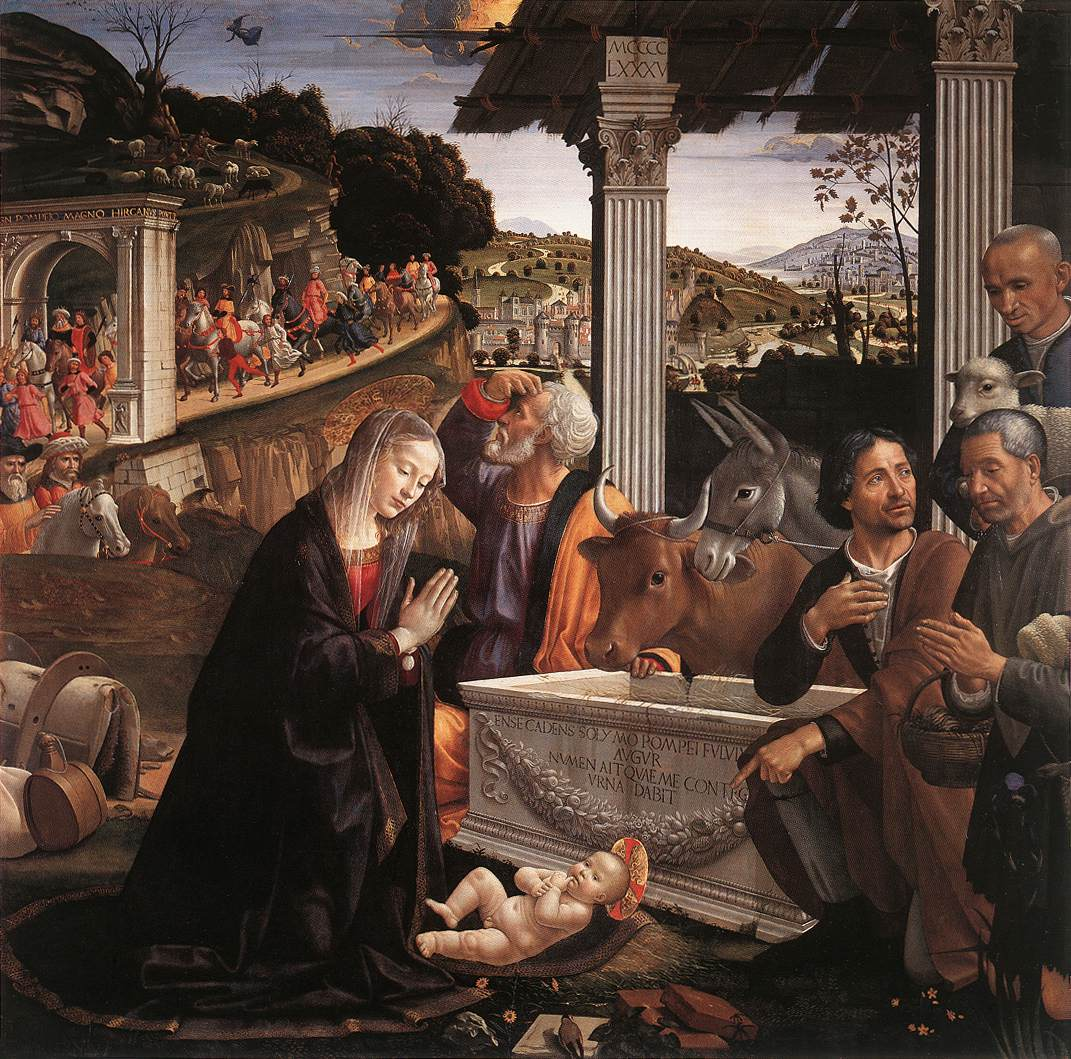
Pásztorok imádása, 1485. Tempera, fa, 167x167 cm. Firenze, S. Trinitá-templom

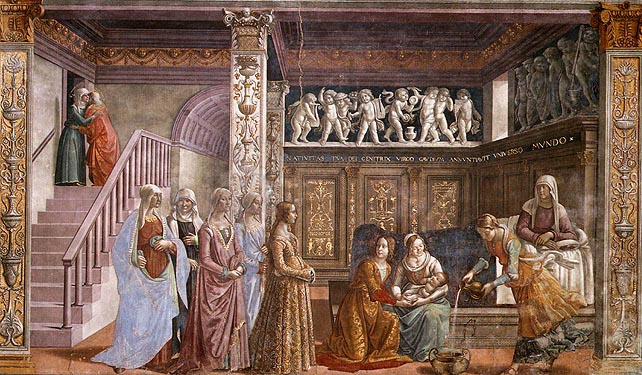
Mária születése 1486–90. Freskó, Firenze, S. Maria Novella-templom

## Kora
A 15. század Itália fénykora volt. A városállamok közül Firenze volt az egyik a legjelentősebb. A város életét gazdag kereskedő- és bankárcsaládok irányították; ők intézték Európa pénzügyeinek jó részét. Itt született az új európai stílus, a reneszánsz (azaz újjászületés). Az, hogy így nevezték el stílusukat, jól mutatja, mennyire tudatában voltak alkotásaik jelentőségének és újszerűségének. Ez az öntudat a reneszánsz ember egyik legjellemzőbb vonásává vált: tudták, hogy gazdagságukat, hírnevüket saját erőfeszítéseiknek, munkájuknak, harcaiknak és értelmi képességeiknek köszönhetik. Törekvéseik nem ismertek határt. Kutatták, keresték az emberideál, az új humanista világnézet legmegfelelőbb kifejezéseit. A művészi ábrázolás szereplői a kortársak voltak – még a bibliai eseményekéi is. Lázas izgalommal vizsgálták a látványszerű ábrázolás törvényszerűségeit, kutatták a távlattan, a perspektíva szabályait, az emberi test helyes arányait, térbeli mozgását, anatómiáját, a fény- és színhatásokat. A természettudományok – a matematika és főleg a geometria, a bonctan és az optika – a művészetek fontos segédeivé váltak.
Ghirlandaio az elvont filozofálástól idegen, az élet örömeit élvező firenzei nagypolgárság festője volt. Halálának évében VIII. Károly francia király seregei elfoglalták Firenzét, és még ebben az évben elkezdődött Savonarola négyéves uralma. Bár alkotótársa, Botticelli néhány évvel túlélte a századvégi katasztrófáit, fáradt, összetört öregemberként élt firenzei házában. Az ifjabb nemzedék – Leonardo, Michelangelo és Raffaello – új korszakot teremtő munkássága már távol áll tőle.

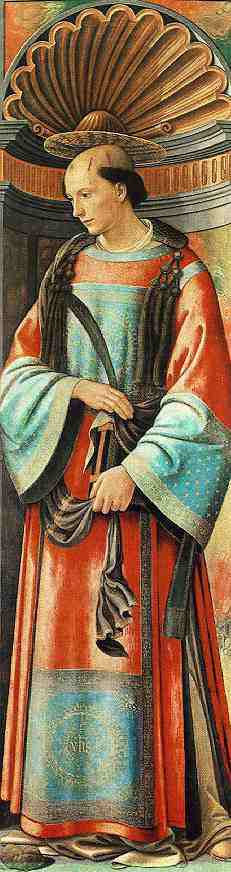
Szent István vértanú. c. 1490 Tempera, fa, 191x56 cm. Budapest, Szépművészeti Múzeum

## Fő művei

### Freskók
- Szt. Fina élete – freskósorozat (1475) San Gimignano, dóm
- Szt. Jeromos a dolgozószobájában – (1480) Firenze, Ognissanti
- Utolsó vacsora – (1480) Firenze, Ognissanti
- Szent Ferenc élete – freskósorozat, Sta Trinítà, Sassetti kápolna
- Szent Péter és Pál – Róma, Capella Sistina
- Mária és Keresztelő Szt. János élete – freskósorozat, (1486–1490) Firenze, Sta Maria Novella
  - Mária születése
  - Joachim elűzése a templomból
  - Mária és Erzsébet találkozása
  - Zakariás áldozata

### Táblaképek
- Trónoló Madonna szentekkel – Lucca, dóm
- Trónoló Madonna angyalokkal – Uffizi, Firenze
- Pásztorok imádása – Sta Trinità
- Királyok imádása – Uffizi, Firenze
- Királyok imádása – (1488) Firenze, Ospedale degli Innocenti
- Mária és Erzsébet – (1491) Louvre, Párizs
- Nagyapa és unokája – Louvre, Párizs
- Szent István vértanú